# Lisa Wiegele
Lisa Wiegele (* 9. Mai 1995) ist eine ehemalige österreichische Skispringerin sowie auf nationaler Ebene Nordische Kombiniererin.

## Herkunft und Werdegang
Lisa Wiegele ist die Tochter des ehemaligen Skispringers Franz Wiegele, der sie auch trainierte. Ihr älterer Bruder David war ebenfalls Wintersportler, die jüngere Schwester Hannah ist derzeit als Skispringerin aktiv.
Wiegele gab am 14. August 2010 in Bischofsgrün ihr Debüt im Continental Cup und belegte den 61. und damit letzten Platz. Am nächsten Tag wurde sie 57. Bei einem FIS-Rennen in Pöhla am 18. August 2010 belegte Wiegele den 39. Platz. Danach ging sie erst wieder am 19. Februar 2011 in Ramsau am Dachstein an den Start und holte als 25. die ersten Continental Cuppunkte in ihrer Karriere. Bei den OPA-Skispielen in Baiersbronn wurde Wiegele 13. International ging sie diese Saison auch beim Ladies Cup in der Juniorenklasse an den Start und belegte am Ende den siebten Platz der Gesamtwertung. National startete sie auch beim Austria-Cup. Bei den Schülern wurde Wiegele vierte und bei den Junioren achte in der Gesamtwertung. Auch beim Landescup Kärnten konnte sie überzeugen und wurde insgesamt zweite hinter Sonja Schoitsch.
Am 25. Januar 2014 gab sie in Planica ihr Debüt im Skisprung-Weltcup. Als 44. und 36. blieb Wiegele dabei ohne Punkterfolg. Bei den folgenden Junioren-Weltmeisterschaften im italienischen Val di Fiemme landete sie mit der Mannschaft auf dem fünften Rang. Bei den folgenden Weltcupspringen in Hinzenbach verpasste sie den zweiten Durchgang als 34. und 35. nur knapp. Daraufhin ging Wiegele zurück in den FIS- und den Alpencup. Im September 2014 sprang sie beim FIS-Cup in Râșnov zweimal als Dritte aufs Podium. Im Januar 2015 wurde sie im Alpencup von Seefeld in Tirol Zweite. Im März beendete sie den Skisprung-Continental-Cup 2014/15 als 52. der Gesamtwertung.
Wiegele betreibt neben dem Skispringen auch die Nordische Kombination, allerdings nur national, weil es international keine Wettbewerbe in der Nordischen Kombination für Frauen gibt.
Lisa Wiegele bestritt im März 2015 ihren letzten Wettbewerb und ist seitdem nicht mehr aktiv.

## Erfolge

### Continental-Cup-Platzierungen
| Saison  | Platz | Punkte |
| ------- | ----- | ------ |
| 2010/11 | 80.   | 06     |
| 2012/13 | 35.   | 01     |
| 2013/14 | 38.   | 11     |
| 2014/15 | 52.   | 11     |